# Stephen Hughes (politician)
Stephen Hughes (n. 19 august 1952) este un om politic britanic, membru al Parlamentului European în perioada 1989-1994 din partea Regatului Unit.
1. ↑  Deputații în Parlamentul European